# Searching (2018)
Searching (englisch für ‚auf der Suche‘) ist ein Mystery-Thriller von Aneesh Chaganty aus dem Jahr 2018. Der Desktop-Film erzählt seine gesamte Handlung über Bildschirme.

## Handlung
David Kim stellt am Computer Videos und Fotos mit Erinnerungen an seine Frau Pam und seine Tochter Margot zusammen. Pam ist an Lymphknotenkrebs gestorben. Der alleinerziehende Vater kommuniziert nun hauptsächlich online über Facetime und Chat mit seiner jugendlichen Tochter, die gerne Klavier spielt. An einem Donnerstagabend chattet er wieder mit Margot, die sagt, sie sei bei einer Lerngruppe der Evercreek High School, und auch mit seinem Bruder Peter. In der Nacht versucht Margot dreimal vergeblich, ihren Vater zu erreichen. Am nächsten Morgen sieht dieser die verpassten Anrufe, erreicht aber nun Margot nicht, die auch in den nächsten Stunden nicht antwortet. Außerdem stellt David fest, dass seine Tochter ihren Laptop zu Hause gelassen hat. Am Nachmittag ruft er die Klavierlehrerin an, die jedoch sagt, dass Margot bereits seit sechs Monaten nicht mehr zum Unterricht komme. Peter meint, Margot könne ausgerissen sein.
Um etwas über Margots Freunde zu erfahren, sucht David nach ihren Social-Media-Profilen. Doch die Accounts bei Facebook, Instagram und Twitter sind auf privat eingestellt. In Pams Kontaktliste findet David Isaac Blankensmith, der Margots bester Freund gewesen sein soll. Dessen Mutter sagt, dass ihr Sohn zum Camping in den Bergen sei und Margot eingeladen habe. Doch wenig später berichtet Isaac selbst, dass Margot nicht zum verabredeten Treffen erschienen sei. Daraufhin meldet David seine Tochter bei der Polizei als vermisst. Detective Rosemary Vick übernimmt den Fall. Während sie mit David spricht, findet dieser online heraus, dass die Polizistin eine Auszeichnung erhalten und mit Ex-Sträflingen eine Entzugsklinik aufgebaut hat.
Am nächsten Tag schafft es David, den Facebook-Account seiner Tochter zu öffnen. Er legt eine Tabelle mit Margots Freunden an und kontaktiert diese nacheinander, um Hinweise zu finden. Doch keiner der 94 Facebook-Freunde hat eine hilfreiche Information und auch die polizeilichen Ermittlungen ergeben nichts. Abigail Nielsen erweist sich als Gastgeberin der Lerngruppe. Sie sagt, dass Margot an dem Abend um 21.00 Uhr gegangen sei und weist noch auf Margots Blog bei Tumblr hin. Vick zeigt Videomaterial einer Überwachungskamera. Demnach fuhr Margot gegen 22.00 Uhr am Abend ihres Verschwindens alleine auf einem Highway stadtauswärts. David sieht sich das Girokonto seiner Tochter an und stellt fest, dass diese regelmäßig die 100 $ für den Klavierunterricht eingezahlt und vor sechs Tagen 2500 $ auf ein mittlerweile gelöschtes Venmo-Konto überwiesen hat. Auf ihrem Instagram-Account entdeckt er einen Derek Ellis, der ein Konzert als Alibi angibt. Vick schickt ihm die Kopie eines Führerscheins, auf dem der Name Rachel Jeun, aber Margots Foto steht. Margot habe diesen Führerschein bei einem Fälscher abgeholt. Die 2500 $ habe sie selbst abgehoben und es besteht der Verdacht auf Geldwäsche. Doch David glaubt nicht, dass seine Tochter weggelaufen ist.
Er entdeckt noch ihren Account bei der Videoplattform YouCast. In Margots Streams taucht eine Person mit dem Pseudonym fish_n_chips auf, die sich als Kellnerin namens Hannah vorstellt und von ihrer ebenfalls krebskranken Mutter berichtet. Doch laut Vick hatte Hannah am Donnerstag Nachtschicht. Die Polizistin erzählt David am Abend, wie ihr Sohn Robert einmal illegal Geld für eine angebliche Wohltätigkeitsorganisation sammelte und sie ihn schützte. Danach fallen David noch Margots Bilder von einem See namens Barbosa Lake auf. Der See liegt genau in der Richtung, in der Margot zuletzt unterwegs war, und David fährt mitten in der Nacht dorthin und findet ihren Pokémon-Schlüsselanhänger.
Am Morgen zieht die Polizei Margots Auto aus dem Wasser. Sie entdeckt Blutspuren auf dem Sitz und die 2500 $. Suchtrupps durchforsten erfolglos das unwegsame Gelände rund um den See. Die Geschichte und dazugehörige Gerüchte verbreiten sich schnell im Internet. Dadurch kommt es auch zu einer gewaltsamen Auseinandersetzung zwischen David und Derek, woraufhin Vick den Vater als Sicherheitsrisiko betrachtet und ihm weitere Ermittlungen untersagt. Die Firma Memorial One schickt per Mail ein Angebot für einen Livestream der Beerdigung.
Auf einem Polizeifoto von Margots Auto entdeckt David einen Pullover mit dem Logo von Peters Lieblingsmannschaft Fins. In alten Chats sieht er, dass Margot sich mehrmals heimlich mit ihrem Onkel getroffen hat. Daraufhin installiert er in dessen Wohnung Überwachungskameras. Als David seinen Bruder mit den Chatnachrichten konfrontiert, gibt dieser zu, dass er mit Margot Marihuana konsumiert hat. Peter sagt ihm außerdem, dass Margot den Klavierunterricht wegen der Erinnerung an die Mutter gehasst habe, und wirft ihm vor, nicht mit ihr geredet zu haben.
Als David eine Nachricht von Detective Vick hört, erfährt er, dass seine Tochter für tot erklärt wurde. Wie auch das Fernsehen berichtet, ist ein LiveLeak-Video des kriminellen Randy Cartoff aufgetaucht, in dem der Mann den Mord an Margot gesteht. Anschließend habe er sich selbst erschossen und die Polizei gibt an, seine DNA am See gefunden zu haben. Vick versucht David im Chat zu beruhigen. Dieser stellt Videos für Memorial One zusammen und sieht dabei auf der Website des Dienstes das Foto einer Frau, die mit dem Profilbild des Youcast-Accounts der angeblichen Hannah identisch ist. Er findet heraus, dass eine Hannah Pardy als Fotomodell arbeitet, doch diese weiß nichts von Margot und Youcast. Von einer anderen Polizistin erfährt David, dass Vick den Fall freiwillig übernommen hat. Auf dem Foto mit den Sträflingen bemerkt er Cartoff neben Vick. Dank dieser Information wird Vick bei der Mahnwache in der Kirche verhaftet.
In der Untersuchungshaft berichtet sie, dass ihr Sohn sie an dem Donnerstagabend angerufen habe. Er sagte, er habe ein Mädchen am Barbosa Lake in eine tiefe Schlucht gestoßen. Robert habe Margot, die er seit der Schulzeit kenne, vor sechs Monaten bei Youcast entdeckt und sie mit dem Account fish_n_chips kontaktiert. Margot habe die 2500 $ für die Krebsbehandlung von „Hannahs“ Mutter überwiesen, doch Robert habe ihr dann den Betrug gestehen und das Geld am See zurückgeben wollen. Dabei sei es jedoch zum handgreiflichen Streit gekommen, bei dem Robert das Mädchen über die Klippe gestoßen habe. Daraufhin habe sie die Ermittlungen übernommen, um ihn zu schützen, und auch Cartoffs Geständnis manipuliert.
David bemerkt, dass Margot nur zwei und nicht fünf Tage ohne Wasser auskommen musste, weil es kurz nach ihrem Verschwinden ein Unwetter mit viel Regen gab. Ein Bergungsteam findet das Mädchen und zieht es lebend aus der Schlucht.
Margot versöhnt sich mit ihrem Vater und bewirbt sich für ein Klavierstudium am Musikkonservatorium.

## Darstellungsweise
Die gesamte Handlung des Films wird indirekt über Bildschirme gezeigt. Dazu gehören ein Computer-Monitor, Smartphones, Überwachungskameras und Fernsehberichte. Informationen werden über Telefonate, Messenger und Facetime ausgetauscht. Eine ähnliche Darstellungsweise war zuvor beim ebenfalls von Bekmambetow produzierten Film Unknown User von 2014 zu sehen.

## Entstehung und Veröffentlichung
| Figur               | Darsteller           | Deutscher Sprecher |
| ------------------- | -------------------- | ------------------ |
| David Kim           | John Cho             | Alexander Doering  |
| Margot Kim          | Michelle La          | Lina Rabea Mohr    |
| Rosemary Vick       | Debra Messing        | Ranja Bonalana     |
| Pamela Kim          | Sara Sohn            | Manja Doering      |
| Peter Kim           | Joseph Lee           | Julien Haggège     |
| Isaac Blankensmith  | Connor McRaith       | Philipp Lind       |
| Abigail Nielsen     | Briana McLean        | Ronja Peters       |
| Derek Ellis         | Reed Buck            | Moritz Lehmann     |
| Randy Cartoff       | Rick Sarabia         | Bernd Egger        |
| Hannah              | Erica Jenkins        | Olivia Büschken    |
| SVPD Homicide Agent | Benjamin J. Cain Jr. | Christoph Banken   |

Regisseur Aneesh Chaganty wollte mit Sev Ohanian zunächst einen achtminütigen Kurzfilm drehen, bevor Bekmambetow sie von einem größeren Film überzeugte. Die Dreharbeiten dauerten 13 Tage. Dabei wurden durch moderne Technik alle Szenen einzeln ohne Interaktion zwischen den Schauspielern gefilmt. Bekmambetow entwickelte für seine Filme eine Software namens Screenlife. Für Searching kam mehr Technik zum Einsatz. Gefilmt wurde unter anderem mit iPhones und Drohnen.
Die gesamte Produktion benötigte zwei Jahre. Aufwändig war auch die realistische Darstellung der Software, Websites und Videos. Der Film zeigt Programme wie Windows und Facebook, die authentisch nachgebaut wurden, sowie Logos bekannter Fernsehsender wie CNN. Für die deutsche und andere Sprachversionen wurden sämtliche sichtbaren Texte in die jeweilige Sprache übersetzt.
Die Premiere des Films fand beim Sundance Film Festivals am 21. Januar 2018 statt. In die deutschen Kinos kam der Film am 20. September 2018. Die deutsche Synchronfassung entstand bei der Berliner Synchron GmbH. Das Dialogbuch dazu schrieb Nana Spier.

## Kritik
Searching erhielt ein sehr gutes Presseecho, was sich auch in den Auswertungen US-amerikanischer Aggregatoren widerspiegelt. So erfasst Rotten Tomatoes größtenteils positive Besprechungen und ordnet den Film dementsprechend als „Zertifiziert Frisch“ ein. Laut Metacritic fallen die Bewertungen im Mittel „Grundsätzlich Wohlwollend“ aus.
Hanns-Georg Rodek schreibt in seiner Rezension bei Welt online, der Film erfinde „ein neues Genre“. Es sei „eine Ein-Kind-verschwindet-Geschichte, wie wir schon viele sahen – aber auf eine Art, die wir noch nie gesehen haben. […] Was in der virtuellen Welt nicht vorkommt, ist nicht geschehen oder zumindest komplett unwichtig, zu dieser Überzeugung drängt unsere Gegenwart. Chagantys extrem cleverer Plot spielt damit, untergräbt sie erst und bestätigt sie am Ende doch gewissermaßen.“
Teresa Otto bezieht sich in ihrer Kritik bei kino.de ebenfalls auf die Technik: „Auf Hochglanz poliert und irgendwie auch ein Hybrid zwischen iPhone- und Desktop-Film soll uns allumfassend das Bild der Gesellschaft geschildert werden. […] Das Narrativ nun auf die ohnehin vertrauten Bildschirme zu verlagern, ist immersiver und sicherlich auch interaktiver, als man es vom gewohnten Kino gewöhnt ist. Eine klare Vision und gute Story sollten in dieser Gleichung jedoch nicht fehlen.“ Die neue Technologie zeige hier „gute Ansätze und einen erfrischend guten Kommentar auf Eltern-Kind-Beziehungen in der Digitalen Welt.“
Christoph Petersen schreibt bei filmstarts.de, das Konzept mit den Bildschirmen hebe „den Stoff vor allem deshalb auf einen ganz anderen Level, weil wir den Figuren dank dieses Inszenierungskniffs so nahe wie selten kommen und deshalb auch dann noch mit ihnen mitfiebern, wenn gerade mal wieder eine Storywendung mit dem Holzhammer zurechtgezimmert wurde.“
Sascha Westphal kritisiert bei epd-film.de die Handlung des Films: „Auf die Entwicklung der Handlung hat [Chaganty] längst nicht so viel Sorgfalt verwandt wie auf die Zeichnung seiner Figuren. Gerade im letzten Drittel entwickelt sich Searching aufgrund zahlreicher haarsträubender Wendungen zu einem klischeehaften Krimi, der schließlich mehr als nur seine Glaubwürdigkeit preisgibt.“

„Abgesehen von Mäkeleien über die Auflösung hat mich dieser Thriller auf eine Weise mitgerissen wie wenige Filme, indem er mich als Voyeur in das Rätsel einbezieht und bis zum Abspann nicht loslässt.“

## Fortsetzung
2019 berichtete das Magazin Deadline über eine Fortsetzung in Form einer neuen Geschichte, die aber erneut nur über Bildschirme erzählt wird. Die Fortsetzung mit dem Titel Missing von Regisseur Nicholas D. Johnson und Will Merrick erschien am 23. Februar 2023 in Deutschland.